# Santa Muerte (Album)
Santa Muerte ist das fünfte Studioalbum der deutschen Oi- und Punkband Broilers. Es erschien am 10. Juni 2011 bei People Like You Records. Es erreichte Platz 3 der deutschen Charts.

## Entstehung
Das Album Santa Muerte wurde unter dem Label People Like You Records herausgebracht. Produziert wurde es von Vincent Sorg in den Principal Studios in Senden. Der Sound der Broilers hat sich mit den Jahren gewandelt. Auf Santa Muerte findet sich Punkrock mit Einflüssen aus Ska, Reggae und Offbeat. Doch verwenden sie auch Folk-, Country- oder Rockabilly-Elemente in ihren Songs. Textlich geht es vorherrschend um den Mut zur Veränderung. Sammy Amara, der alle Songs komponiert und getextet hat, resümiert größtenteils die vergangenen Jahre. Neben Partytexten werden auch nachdenkliche Geschichten verarbeitet, wie zum Beispiel in Schwarz, Grau, Weiß. Sänger Sammy Amara sagte: „Wir versuchen, den Fans eine gute Zeit und vielleicht auch bisschen Kraft zu geben. Wenn wir on top noch ein paar Denkanstöße liefern können, dann haben die Songs einen guten Job getan.“ 2012 erschien das Livealbum zur Tournee Santa Muerte Live Tapes.

## Cover
Das Cover wurde ebenso wie das Booklet von Sammy Amara gestaltet. Santa Muerte ist eine fiktive Stadt, die für jeden etwas anderes bedeuten kann. Der Begriff selbst kommt aus dem mexikanisch-katholischen Glauben und beschreibt eine Heiligenfigur in Skelettform, die dort verehrt wird. Das Artwork ist bewusst reduziert gehalten. Auf rotem Untergrund befinden sich schematisch dargestellt Gebäude, Grabsteine und Palmen, darauf steht schwarz in Schreibschrift geschrieben "Greetings from", in weißen Großbuchstaben "Broilers" und in schwarzen Großbuchstaben "Santa Muerte". In der rechten unteren Ecke steht in einem Kreis wie ein Stempel untereinander Santa und Muerte, beides durch eine gezackte Linie getrennt. Für die schwarz-weiß Fotos zeichnet Eric Weiss aus Berlin verantwortlich. Sie zeigen die Mitglieder der Band an Bahngleisen oder an Gebäudekomplexen und illustrieren die daneben abgedruckten Songtexte.

## Themen und Titelliste
Die Songs sind zum Teil schon während der Aufnahmen zum Album Vanitas entstanden, zum Teil aber auch erst sehr viel später.
Harter Weg (Go!) ist schon 2009 entstanden. Es hat einen sehr simplen Refrain, aber durch die in der Punkrock- oder Rock-’n’-Roll-Szene unüblichen Halbtonschritte schwierig klingende Strophen.
In ein paar Jahren beschreibt das Lebensgefühl, noch lange nicht satt und gar keine Lust behäbig sein zu wollen: „Vor ein paar Jahren sollte alles brennen und vor uns lag, wo wir heute stehen – in ein paar Jahren, frag mich was leichteres, ich muss die Welt in Flammen sehen.“
In Schwarz, grau, weiß geht es um Patriotismus. Ein Phänomen, das für Amara nicht nachvollziehbar ist. Er sagt selbst auf ox-fanzine.de: „Stolz ist ja per se nichts Schlechtes, aber auf den Zufall, auf das Land, in dem du zufällig geboren wurdest?“
„Ganz egal, ob ich Blut schwitz', bittere Tränen wein', alles erträglich, es muss nur immer Musik da sein.“ Das ist der Refrain von  33 Rpm, der die Liebe zur Musik thematisiert.
Vom Scheitern (The World is Yours, Nicht!) erzählt vom Scheitern in einer fremden Stadt. Es orientiert sich an dem Sendeformat im Fernsehen, das Menschen zeigt, die ausgewandert sind, um sich eine neue Existenz aufzubauen. Amara sagt: „Wenn du schon hier in Deutschland scheiterst, dann scheiterst du auch überall woanders in der Welt.“ Die Grundaussage dieses Songs sei: „Nicht nur faul konsumieren und lethargisch auf dem Sofa sitzen, um darauf zu hoffen, dass irgendjemand was für dich ändert.“
Singe, seufze & saufe: „Und am Ende des Tages Vertrauen und Freundschaft verschenkt, die Erinnerung und das Gewicht der Enttäuschung, das alles verdrängt.“ Er ist bewusst der letzte Song auf diesem Album, da, wie er im Interview sagt, nicht alles Happy End im Leben sei und man sich der Realität stellen müsse.

## Tour

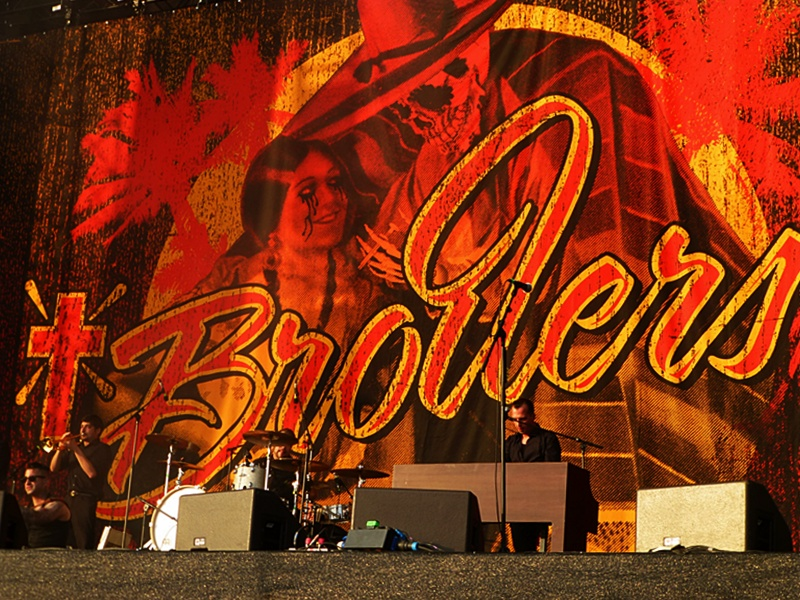
Santa Muerte Backdrop

Am 15. Juni 2011 starteten die Broilers ihre Welcome to Santa Muerte-Tour in Köln im E-Werk. Es folgten mehr als 30 zum Teil ausverkaufte Konzerte in Deutschland, Österreich und der Schweiz. Die Shows in Bremen, Leipzig und Dortmund wurden für ein Livealbum aufgezeichnet, das 2012 unter dem Namen Santa Muerte Live Tapes veröffentlicht wurde. Seinen Abschluss fand die 18 Monate dauernde Tour am 14./15. Dezember 2012 in der ausverkauften Mitsubishi Electric Halle in ihrer Heimat Düsseldorf. Daneben sah man sie auch als Support der Die Toten Hosen wie auch auf einigen Festivals, zum Beispiel Rock am Ring.

## Rezeption
Michael Edel von Laut.de vergab 4 von 5 Sternen. Manche Stücke seien "für manchen ein wenig zu glatt gebügelt", aber die Band habe "jede Menge guter Songs abgeliefert". Andreas Schulz von Musikreviews.de schrieb in Anspielung auf Bands wie Frei.Wild: "Was ist es schön zu sehen, dass es keinen billigen Patriotismus und kein Märtyrer-und-Opfer-Geheule eines ach so missverstandenen Geistes braucht, um mit deutschsprachigem (Punk)Rock Erfolg zu haben."

### Chartplatzierungen
| ChartsChartplatzierungen | Höchstplatzierung | Wochen |
| ------------------------ | ----------------- | ------ |
| Deutschland (GfK)        | 3 (25 Wo.)        | 25     |
| Österreich (Ö3)          | 37 (1 Wo.)        | 1      |

### Auszeichnungen für Musikverkäufe
| Land/Region        | Auszeichnungen für Musikverkäufe (Land/Region, Auszeichnung, Verkäufe) | Verkäufe |
| ------------------ | ---------------------------------------------------------------------- | -------- |
| Deutschland (BVMI) | Platin                                                                 | 200.000  |
| Insgesamt          | 1× Platin ·                                                            | 200.000  |